# شیر شتر
شیر شتر یک شیر غیر گاوی فوق‌العاده مقوی است که منبع غنی از پتاسیم، کلسیم، روی، پروتئین، ویتامین C، A و E محسوب می‌شود و بیشتر در مناطق بیابانی مورد استفاده قرار می‌گیرد.
این ماده غذایی فوق‌العاده به دلیل مزایای درمانی گسترده‌ای که دارد، توانسته نام خود را بر سر زبان‌ها بیاندازد. علاقه‌مندان می‌توانند پس از مشورت با متخصصان تغذیه این شیر را نوش جان کنند و لاغر شوند، بیماری دیابت و فشار خون خود را کنترل کرده و از دیگر مزایای مصرف این شیر برخوردار گردند.

## ارزش غذایی شیر شتر
شیر شتر یک شیر مقوی و سرشار از پروتیئن‌ها، آمینو اسید‌ها، مواد مغذی و معدنی است. این شیر فوق‌العاده می‌تواند نقش بسیاری در تامین ویتامین‌های ضروری بدن مانند ویتامین‌های گروه B، C، A و E داشته باشد. در این ماده غذایی مقدار کمی اسید چرب با زنجیره کوتاه وجود دارد. به عبارت دیگر بیشتر اسیدهای چرب موجود دارای زنجیره بلند هستند به همین دلیل نیز ارزش غذایی این شیر بسیار بالا است. پروتئین‌های شیر شتر را به طور کلی می‌توان به دو دسته پروتئین‌های وی یا آب پنیر و همچنین کازئین‌ها تقسیم‌بندی کرد. توجه داشته باشید که پروتئین وی خود به چندین دسته ایمونوگلوبولین‌ها، لاکتوفرین و آلبومین تقسیم‌بندی کرد.‌
در هر ۱۲۰ میلی گرم شیر شتر مواد مغذی زیر مشاهده می‌شود.
| ویتامین سی | 5 درصد  |
| فسفر       | 6 درصد  |
| پتاسیم     | 6 درصد  |
| تیامین     | 29 درصد |
| ریبوفلاوین | 8 درصد  |
| کربوهیدرات | 5 گرم   |
| چربی       | 3 گرم   |
| پروتئین    | 3 گرم   |
| کالری      | 50      |
| کلسیم      | 16 درصد |

طعم شیر شتر
یکی از مهم‌ترین سوالاتی که ممکن است برای هر فرد پیش آید این است که شیر شتر چه طعمی دارد؟
به طور کلی می‌توان گفت طعم شیر شتر بسته به منطقه‌ای که شتر در آن زندگی کرده است، می‌تواند متفاوت باشد. به طور کلی طعم این شیر شباهت بسیاری به شیر معمولی دارد و با اینکه کم چرب است اما مزه خامه‌ای و فوق‌العاده‌ای دارد.رنگ سفید مات و همچنین بوی شیرین و ملایم از دیگر ویژگی‌های این شیر محسوب می‌شوند. توجه داشته باشید که برخی افراد این شیر را پس از ترش شدن نوش جان می‌کنند.

## تفاوت شیر شتر و شیر گاو
شیر شتر و شیر گاو تفاوت‌های بسیاری با یکدیگر دارند که از مهم‌ترین این تفاوت‌ها می‌توان به موارد زیر اشاره کرد:
- شیر شتر نسبت به شیر گاو سالم‌تر است چرا که چربی یا کلسترول کمتری دارد.
- شیر شتر به عنوان یک آنتی باکتریال و آنتی ویروس قوی‌تر عمل می‌کند.
- واکنش‌های آلرژیک این شیر بسیار کمتر است چرا که بدن به راحتی و با سرعتی بالاتر آن را هضم می‌کند.
- شیر شتر لاکتوز کمتری نسبت به سایر شیرهای موجود دارد؛ به همین دلیل افرادی که عدم تحمل لاکتوز دارند، می‌توانند مصرف این شیر را در رژیم غذایی خود قرار دهند.
- رنگ شیر شتر کمی مات‌تر و مزه آن کمی شورتر از شیر شتر است. دلیل مزه شورتر را می‌توان وجود سدیم و پتاسیم بیشتر در این شیر دانست.
- مواد مغذی و معدنی موجود در شیر شتر بسیار بیشتر از مواد معدنی و مغذی موجود در شیر گاو است.
- شیر شتر حاوی ویتامین C است اما شیر گاو از این ویتامین عاری است.

مطلب پیشنهادی: حساسیت به شیر گاو

## نحوه مصرف
با اینکه بهترین راهکار برای مصرف شیر شتر این است که در طول روز دو‌ استکان از این نوشیدنی را نوش جان کرد اما روش‌های دیگری نیز برای مصرف وجود دارد:

### اسموتی
شیر شتر یک ماده مغذی بسیار غنی و با پروتئین فراوان برای تهیه اسموتی‌های سالم است. سعی کنید مقداری شیر شتر را با سبزیجات و مقدار کمی میوه ترکیب کرده و یک میان‌ وعده مغذی و مفید برای خود تهیه کنید.

### اوتمیل (بلغور جو دو سر)
استفاده از شیر شتر به جای آب در تهیه اوتمیل صبحگاهی یا غلات داغ، نه‌ تنها طعم آن را بهبود می‌بخشد، بلکه ارزش غذایی متناسبی را نیز به غذا اضافه خواهد کرد.

### قهوه و چای صبحگاهی
یک قاشق یا دو قاشق از شیر شتر را می‌توانید به چای، قهوه یا هر نوشیدنی دیگری اضافه کنید و علاوه بر بهبود طعم نوشیدنی ارزش غذایی‌اش را نیز چندین برابر کنید.

### سوپ
یکی دیگر از روش‌های مصرف شیر شتر اضافه کردن آن به سوپ است. اینگونه شما یک سوپ مقوی‌تر برای مصرف خواهید داشت.

## مزایای مصرف شیر شتر
همان گونه که پیش‌تر نیز اشاره کردیم شیر شتر خواص بسیار زیادی برای سلامت دارد. از مهم‌ترین این خواص و مزایا می‌توان به موارد زیر اشاره کرد:

### ۱- کمک به لاغری
شیر شتر به دلیل داشتن کالری و چربی کمتری نسبت به سایر انواع شیر، به عنوان یک نوشیدنی مفید برای کاهش وزن شناخته می‌شود. یک فنجان شیر شتر حاوی حدود 140 کالری و 4 گرم چربی است، در حالی که یک فنجان شیر گاو حاوی حدود 150 کالری و 8 گرم چربی است.

### ۲- حاوی پروتئین بالا
علاوه بر این، شیر شتر حاوی مقادیر بالایی از پروتئین است که می‌تواند به کاهش اشتها و افزایش احساس سیری کمک کند. پروتئین به بدن کمک می‌کند تا کالری بیشتری بسوزاند و از ذخیره چربی جلوگیری کند. تحقیقات نشان داده است که مصرف شیر شتر می‌تواند به کاهش وزن و چربی بدن در کوتاه مدت کمک کند. البته توجه داشته باشید که مصرف این شیر تنها زمانی می‌تواند باعث لاغری شما شود که از یک رژیم غذایی سالم پیروی کنید.

### ۳- پیشگیری از بیماری‌های کبدی
خاصیت آنتی ویروسی شیر شتر باعث می‌شود تا فرد از بیماری‌های کبدی بسیاری در امان باشد. در واقع می‌توان گفت که مصرف این شیر مانع از اثرگذاری ویروس‌ها در بدن می‌شود و سیستم ایمنی فرد را تقویت می‌کند.‌ علاوه بر این مصرف این شیر کمک می‌کند تا آنزیم‌های کبدی به درستی کار کنند و بدن از بیماری‌های فراوانی در امان بماند.

### ۴- بهبود بیماری دیابت
دیابت از جمله بیماری‌هایی است که با مصرف شیر شتر بهبود می‌یابد. در واقع می‌توان گفت شما با مصرف این شیر می‌توانید قند خون خود را به طور قابل توجهی کنترل کنید و مقاومت به انسولین را کاهش دهید.‌ علاوه بر این مصرف شیر شتر نقش بسیار زیادی در کاهش کلسترول بدن خواهد داشت. با مصرف این شیر فرد می‌تواند نقش بسیار زیادی در کاهش گلوکز و اوره در بدن خود داشته باشد.

### ۵- درمان و بهبود هپاتیتC
مواد معدنی موجود در شیر شتر به خصوص روی و آهن با اثرگذاری بر ویروس هپاتیت C موجب بهبود این بیماری می‌شوند. در واقع می‌توان گفت خواص ضد ویروسی، ضد باکتریایی و ضد قارچی این شیر و همچنین تقویت سیستم ایمنی در اثر مصرف باعث می‌شود تا افراد مبتلا به هپاتیت نوع سی پس از مصرف این شیر اثراتی از بهبودی را مشاهده کنند.‌

### ۶- درمان و پیشگیری از سرطان
طی تحقیقات انجام شده متخصصان دریافته‌اند که شیر شتر می‌تواند موجب مرگ سلول‌های سرطانی شود و همچنین از ابتلا به این بیماری جلوگیری کند. در واقع می‌تواند گفت ویتامین C و E و همچنین ایمونوگلوبولین‌های موجود در این شیر مانع از بروز بیماری سرطان می‌شوند.

### ۷- کاهش آلرژی
وجود مقادیر کمتری از لاکتوز، پروتئین کازئین و گلوبولین گاوی A در شیر شتر نسبت به شیر گاو باعث می‌شود که شیر شتر برای افرادی که به شیر گاو حساسیت دارند یا از آلرژی‌های غذایی رنج می برند، قابل تحمل‌تر باشد. مطالعات نشان داده‌اند که مصرف شیر شتر می‌تواند همچنین به کاهش علائم آلرژی مانند خارش، قرمزی و تورم کمک کند.

### ۸- درمان اسهال
مقادیر بالای پتاسیم و سدیم موجود در شیر شتر  می‌تواند موجب جبران مایعات و الکترولیت‌های از دست رفته در اثر اسهال شود. همچنین، شیر شتر حاوی مقادیر بالایی از آنتی اکسیدان‌ها است که قادر است به کاهش التهاب و بهبود عملکرد روده کمک کند. اگر از اسهال رنج می‌برید، می‌توانید پس از مشورت با پزشک مصرف این شیر را در رژیم غذایی خود قرار دهید.

### ۹- درمان اختلالات سیستم گوارش
شیر شتر حاوی مقادیر بالایی از پروبیوتیک‌ها است که می‌توانند به بهبود سلامت گوارش کمک کنند. پروبیوتیک‌ها می‌توانند به کاهش التهاب، بهبود هضم و جذب مواد مغذی و تقویت سیستم ایمنی یاری رسانند. مطالعات نشان داده‌اند که مصرف شیر شتر می‌تواند به بهبود علائم اختلالات گوارشی مانند سندرم روده تحریک پذیر (IBS)، یبوست و کولیت اولسراتیو کمک کند.

### ۱۰- رشد مو و ناخن
کلسیم، روی، آهن و  پروتئین‌های موجود در شیر شتر می‌تواند موجب رشد مو و ناخن شود. در واقع می‌توان گفت این مواد مغذی و معدنی با تحریک سلول‌های سازنده و ترمیم‌کننده مو و ناخن می‌توانند به سلامت و زیبایی مو و ناخن شما کمک شایانی کنند. افرادی که ریزش مو دارند با مصرف این شیر می‌توانند نقش بسیاری در کاهش این ریزش داشته باشند.

### ۱۱- مناسب برای افراد مبتلا به حساسیت لاکتوز
شیر شتر حاوی لاکتوز کمتری نسبت به شیر گاو است به همین دلیل می‌تواند برای افراد مبتلا به حساسیت لاکتوز مناسب باشد. مطالعات نشان داده‌اند که افراد مبتلا به حساسیت لاکتوز می‌توانند شیر شتر را بدون عوارض جانبی مصرف کنند. در یک مطالعه، افرادی که به شیر گاو حساسیت داشتند، توانستند شیر شتر را بدون علائمی مانند نفخ، اسهال و درد شکم مصرف کنند. البته همیشه بهتر است قبل از مصرف هر محصول جدید غذایی با پزشک خود مشورت کنید، به خصوص اگر سابقه حساسیت غذایی دارید.

### ۱۲- لایه‌برداری از پوست
آلفا هیدروکسی اسیدها AHAs نوعی اسید طبیعی هستند که می‌توانند به لایه برداری پوست کمک کنند. آنها سلول‌های مرده پوست را از بین می‌برند و به ایجاد پوستی تازه و درخشان کمک می‌کنند. همین موضوع باعث شده است تا در بسیاری از شرکت‌های داروسازی از این شیر برای ساخت محصولات مراقبت از پوست استفاده شود.
توجه داشته باشید که شیر شتر همچنین می‌تواند موجب نرم و مرطوب شدن پوست نیز شود.

### ۱۳- کاهش دردهای قاعدگی
برخی از تحقیقات نشان داده است که شیر شتر خاصیت تسکین دهندگی دارد و می‌تواند در دوران قاعدگی موجب کاهش درد شود. علاوه بر این مواد مغذی و معدنی موجود در این شیر بدن فرد را قوی نگه می‌دارد تا از این بازه چند روزه به راحتی گذر کند. در واقع می‌توان گفت سدیم، کلسیم و پتاسیم موجود در این شیر از بروز انقباضات زیاد کمر و شکم جلوگیری می‌کند و درد را در این دوره کاهش می‌دهد.
مطلب پیشنهادی: غذاهای مناسب دوران قاعدگی

### ۱۳- مفید در دوران بارداری
مواد مغذی و معدنی موجود در شیر شتر می‌تواند نیازهای مادر و جنین را تامین کند. به همین دلیل متخصصان توصیه می‌کنند مادران باردار از مصرف این شیر غافل نشوند. ویتامین‌ها و پروتئین‌‌های موجود در این شیر باعث می‌شود تا سیستم ایمنی مادر در این دوران تقویت شود و بیماری‌های ویروسی کمتر به سراغ وی بیایند.

### ۱۴- فواید شیر شتر برای کودکان
شیر شتر یک شیر فوق‌العاده قوی و کاملا سالم برای کودکان است که می‌تواند در فرایند رشد و نمو آن‌ها اثرات مثبتی ایجاد کند. کلسیم بالای این شیر باعث می‌شود تا تراکم استخوانی کودکان افزایش یابد. همچنین این شیر سیستم ایمنی کودک را قوی می‌کند و مانع از بروز بیماری‌های ویروسی فراوانی می‌شود. توجه داشته باشید که مصرف شیر شتر توسط کودکان حتما باید زیر نظر متخصصان تغذیه انجام گیرد.

### ۱۵- عوارض جانبی و مضرات
حالا که در رابطه با مزایای مصرف شیر شتر صحبت کردیم، خوب است تا نیم نگاهی نیز به عوارض این سیر داشته باشیم. به طور کلی گفته می‌شود که شیر شتر از نظر قیمت از سایر شیرها گران‌تر است. چرا که شتر ۱۳ ماه طول می‌کشد تا زایمان کند. علاوه بر این افراد بسیاری شیر شتر را به صورت خام و پاستوریزه نشده مصرف می‌کنند.
متخصصان بر این باورند که مصرف شیر غیر پاستوریزه می‌تواند خطر ابتدا به بیماری‌های عفونی، باکتریایی، تب مالت و غیره را افزایش دهد. همچنین افرادی که سیستم ایمنی ضعیفی دارند به مصرف این شیر بیشتر واکنش نشان می‌دهند.

## چه کسانی نباید شیر شتر بخورند؟
به طور کلی می‌توان گفت تمامی افراد مجاز به مصرف شیر شتر هستند. به غیر از کسانی که به دلیل بیماری‌های خاص پزشک آن‌ها را از مصرف این شیر منع کرده است. البته توجه داشته باشید که متخصصان توصیه می‌کنند کودکان تا قبل از یک سالگی نباید از این شیر تغذیه کنند. چرا که کلیه آن‌ها به طور کامل شکل نگرفته است و بدنشان توانایی هضم این حجم از پروتئین را ندارد.
در این مطلب به بررسی شیر شتر پرداختیم و اطلاعات لازم را در این باره ارائه دادیم. ممکن است پس از مطالعه این مطلب تصمیم گرفته باشید این شیر را برای برخورداری از خواص آن در رژیم غذایی خود قرار دهید. دسته‌ای از افراد این شیر را با هدف دستیابی به تناسب اندام نوش جان می‌کنند. اگر شما نیز جزو این افراد هستید باید بدانید که در کنار مصرف این شیر نیاز است تا به رژیم غذایی خود توجه داشته باشید تا بتوانید به اندام ایده‌آل خود دست یابید. در غیر این صورت ممکن است نتایج دلخواه حاصل نشود.